# Louis O'Neill
Pour les articles homonymes, voir O'Neill.
Louis O'Neill, né le 25 avril 1925 à Sainte-Foy et mort le 23 octobre 2018, est un théologien, philosophe et homme politique québécois.

## Biographie
Natif de Sainte-Foy (Québec), Louis O'Neill étudie à l'université Laval, à l'université Angelicum et à l'université de Strasbourg. Après ses études de troisième cycle en théologie, il reçoit son ordination à la prêtrise au mois de juin 1950 .

Alors qu'il enseigne la philosophie sociale à l'université Laval et à l'université nationale du Rwanda, ainsi qu'au séminaire de Québec, il collabore à plusieurs revues et s'associe à Gérard Dion pour critiquer le gouvernement de Maurice Duplessis. À ce titre, ces deux prêtres se font connaître à la suite de l’élection provinciale de 1956 avec leur article Deux prêtres dénoncent l’immoralité politique dans la province de Québec, dans lequel ils ont résumé l'état des mœurs électorales qui régnaient dans la culture politique de l’époque : 
« Les procédés tels quel’ achat de votes, corruption de la loi électorale, menaces de représailles pour ceux qui ne soutiennent pas le "bon parti ”, les faux serments, les suppositions de personnes, la corruption des officiers d'élections, semblent aussi devenir des éléments normaux de notre vie sociale en période électorale. Quelques secteurs urbains ont vu des exemples d’emploi de violence à rendre jaloux les anarchistes les plus fervents. Ceux qui actuellement emploient ou tolèrent ces procédés n’ont pas le mérite de les avoir inventés. Il faut avouer que notre catholique province connait depuis déjà assez longtemps ce que l'on entend par fraudes électorales. Mais leur emploi est de plus en plus généreux à chaque élection. Aucun parti n’en a le monopole. »
En 1973, il est candidat pour le Parti québécois dans la circonscription de Mercier, mais il est défait. Trois années plus tard, dans Chauveau, il est élu comme député péquiste. Nommé ministre dans le premier gouvernement Lévesque, il est ministre des Affaires culturelles du 26 novembre 1976 au 28 février 1978 et ministre des Communications du 26 novembre 1976 au 21 septembre 1979.
Lors de l'élection générale québécoise de 1981, O'Neill ne se représente pas, préférant revenir à l'enseignement à l'université Laval. Il a contribué aux Amitiés judéo-chrétiennes, à l'Acfas et la société canadienne de théologie.
Renonçant à la vie religieuse, il s'est marié en 1974 et a eu deux enfants. Nommé professeur émérite en 1999, il publie ses mémoires en 2003.
Il meurt le 23 octobre 2018 à l’âge de 93 ans,.

## Ouvrages
- L'Immoralité politique dans la province de Québec, 1956
- Le Chrétien et les élections, 1960
- Le Chrétien en démocratie, 1961
- L'Homme moderne et la socialisation : analyse éthico-sociale du phénomène, 1967
- Le Prochain rendez-vous, 1988
- Les trains qui passent - Propos et souvenirs d'un citoyen libre, 2003

## Revues et journaux
- L'actualité
- Le Rond-Point
- Pastorale-Québec
- Perspectives sociales
- Maintenant